# Komitet Akcji Antybolszewickiej
Komitet Akcji Antybolszewickiej (fr. Le Comité d’action antibolchévique, CAA) – francuska organizacja kolaboracyjna podczas II wojny światowej
Komitet powstał w lipcu 1941 r., co było związane z najazdem Niemiec na ZSRR 22 czerwca. Na jego czele stanął Paul Chack, b. oficer marynarki wojennej, a jego zastępcami byli Louis-Charles Lecoconnier, b. członek Francuskiej Partii Socjalnej i André Chaumet, członek faszystowskiej Francuskiej Partii Ludowej. CAA brał udział w akcji propagandowej zachęcającej Francuzów do wstąpienia w szeregi Legionu Ochotników Francuskich przeciw Bolszewizmowi (Légion des volontaires français contre le bolchévisme). Uprawiał także propagandę antysemicką i pro-kolaboracyjną. W 1943 r. wszedł w skład Frontu Rewolucyjno-Narodowego pod przewodnictwem Marcela Déata.